# Мануйлівка (Куп'янський район)
Ману́йлівка (до 2024 року — Першотравневе) — село в Україні, у Дворічанській селищній громаді Куп'янського району Харківської області. Населення становить 465 осіб. До 2020 орган місцевого самоврядування — Вільшанська сільська рада.

## Географія
Село Мануйлівка знаходиться на початку балки Яр Косарський, на відстані 5 км від сіл Добролюбівка, Токарівка, Вільшана, Орлянка і Миколаївка. Західна частина села раніше називалася Липівка, північна частина — Хрущовка.

## Назва
На старих картах село називається Мануйлівка.
В результатах перепису населення 2001 року село фігурує як Мануілівка. На виборах 2002 року село значиться як Мануілівка.

На картах Генерального штабу, 1978 року видання (лист М-37-76), село називається Першотравневе. Під цією ж назвою село фігурує в базі даних КОАТУУ і на сайті Верховної ради України.
19 вересня 2024 року Верховна Рада підтримала перейменування села Першотравневе на Мануйлівка. 26 вересня 2024 року перейменування набуло чинності.

## Історія
1927 — дата заснування.
Село постраждало внаслідок геноциду українського народу, проведеного урядом СССР в 1932—1933 роках, кількість встановлених жертв — 12 людей.
12 червня 2020 року, відповідно до Розпорядження Кабінету Міністрів України  № 725-р «Про визначення адміністративних центрів та затвердження територій територіальних громад Харківської області», увійшло до складу Дворічанської селищної громади.
19 липня 2020 року, в результаті адміністративно - територіальної реформи та ліквідації Дворічанського району, село увійшло до складу Куп'янського району Харківської області.
Село тимчасово окуповане російськими військами 24 лютого 2022 року.
22 червня 2023 року рішенням №230 Національної комісії зі стандартів державної мови віднесено до списку населених пунктів, які «можуть не відповідати лексичним нормам української мови», зокрема стосуватися «російської імперської чи колоніальної політики». Громаді рекомендовано обґрунтувати доцільність збереження поточної назви або запропонувати нову назву в установленому законодавством порядку.

## Економіка
- «ПЕРЕМОГА», сільськогосподарське ТОВ.

## Об'єкти соціальної сфери
- Школа.
- Спортивний майданчик.